# Цукеркандль, Эмиль
Эмиль Цукеркандль (нем. Emil Zuckerkandl; 18 сентября 1849, Дьёр — 28 мая 1910, Вена) — австро-венгерский учёный, анатом, антрополог и педагог. Его именем названы орган, фасция и туберкулум Цукеркандля. Брат Эмиля Отто также был врачом. Внук Эмиль Цукеркандль был биологом.

## Биография
Цукеркандль родился в Дьёре 1 сентября 1849 года в еврейской семье. У него было два брата: промышленник Виктор Цукеркандль и уролог Отто Цукеркандль (1861–1921). До 16-го года Эмиль хотел стать скрипачом-виртуозом. Сообщается, что, не посещая школу, он впоследствии самостоятельно изучил весь материал гимназии старших классов за год. В 1867 году Эмиль Цукеркандль поступил в Венский университет, учился у Йозефа Шкоды и Йозефа Гиртля. По рекомендации Гиртля в 1870 году был назначен прозектором в Атенеуме в Амстердаме. С 1873 года работал ассистентом Венского патолого-анатомического учреждения под началом Карла Рокитанского и демонстратором у Гиртля. В 1874 году защитил докторскую диссертацию. 1 октября 1874 года Цукеркандль был назначен ассистентом анатома Карла Лангера, работая с которым приобрёл широкие знания в области своих научных интересов. В 1880 году Цукеркандль, к тому времени уже автор более 58 научных работ, получил звание профессора анатомии Венского университета.
С 1882 года Цукеркандль преподавал анатомию в Грацском университете, в 1888 году вернулся в Вену, где продолжил преподавательскую деятельность и руководил современным Венским анатомическим институтом. 15 апреля 1886 года Эмиль Цукеркандль женился на Берте Шепс, дочери издателя Морица Шепса.
Цукеркандль был известен отличной наблюдательностью, работал почти во всех областях анатомии и использовал свои специальные знания для достижения клинических результатов. Одним из наиболее известных учеников Цукеркандля считается Юлий Тандлер.
Похоронен на Дёблингском кладбище.

## Сочинения
- Cranien der Novara-Sammlung. In: Reise der österreichischen Fregatte Novara um die Erde. Anthropologischer Theil. Gerold, Wien 1875.
- Zur Morphologie des Gesichtschädels. Stuttgart 1877.
- Normale und Pathologische Anatomie der Nasenhöhle und ihrer pneumatischen Anhänge. Braumüller, Wien 1882—1892.
- Atlas der topographischen Anatomie des Menschen. Braumüller, Wien 1890—1900.